# 郭忠恕

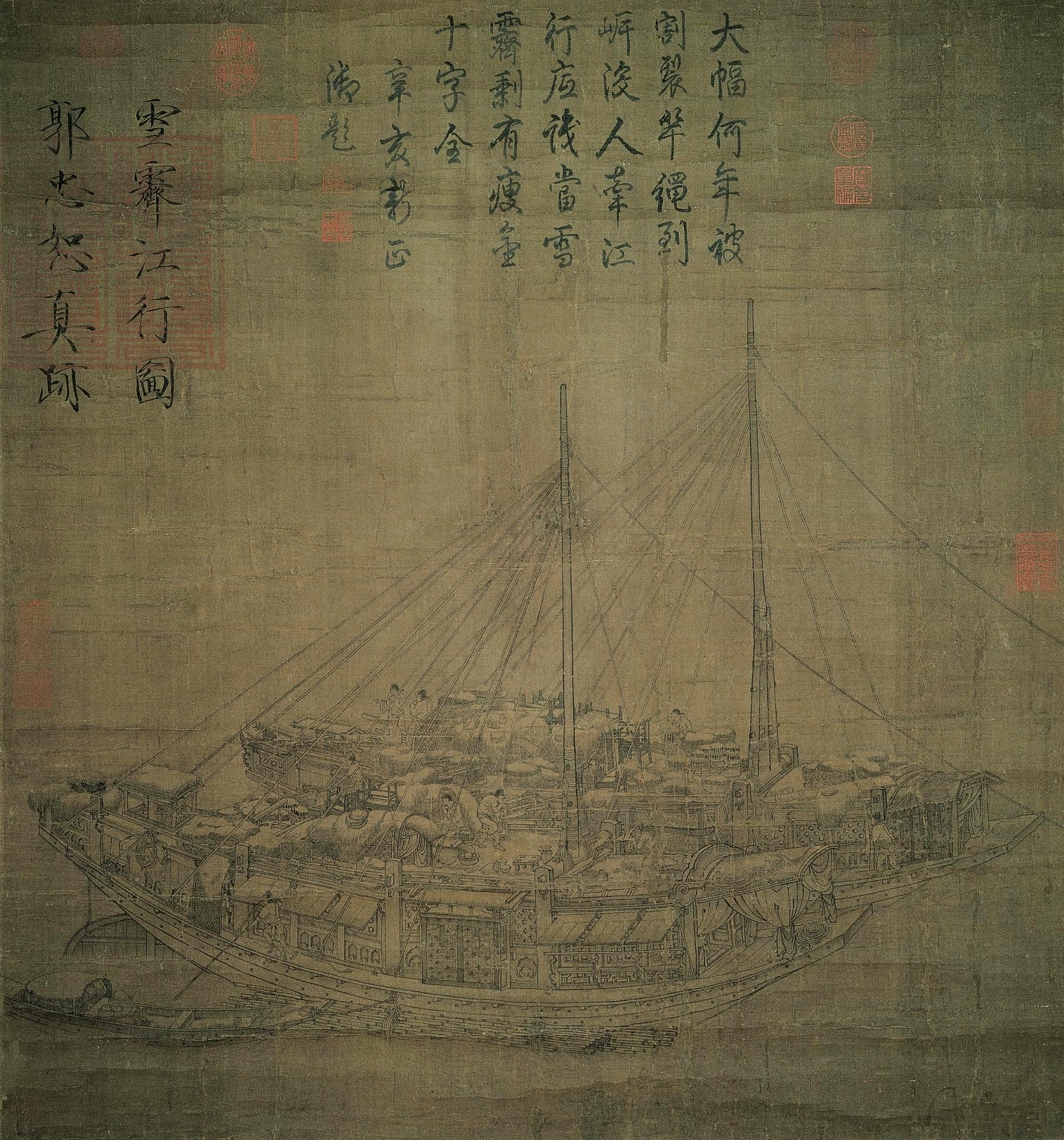
郭忠恕 雪霽江行圖

郭忠恕（？—977年），字恕先，以字行，河南洛陽人，北宋畫家。
七岁能属文，擅長篆籀，舉童子及第，後周時召为宗正丞兼国子监书学博士，太平兴国元年（976年）曾任職國子主簿。宣和画谱称其“画屋木超越前人”宋朝名画评称其“神品”。由於喜歡放言高論，977年流放而死。
忠恕最大的成就在於「界畫」。雖然顧愷之評「界畫」僅是「台榭一定器耳」，認為僅是工匠之事。由於忠恕卓越的才能，「界畫」從「無生動之可擬，無氣韶之可侔」而發展為繪畫中的一科。「雪霽江行」即為一例，主要描繪兩艘帆船。在郭忠恕的筆下，整艘船的細部，如船艙、船舵等，皆描繪的非常仔細。郭忠恕之後的宋代畫家，如燕文貴、趙伯駒、王晉卿、李公麟等，都會畫亭台樓閣。著有《汗简》、《佩觿》等书。

## 作品
- 〈雪霽江行圖〉，藏於台北國立故宮博物院
- 〈岳陽樓圖〉，藏於台北國立故宮博物院
- 〈臨王維輞川圖〉，藏於台北國立故宮博物院
- 〈山水圖〉，藏於台北國立故宮博物院

## 延伸阅读
[在维基数据编辑]
 《宋史·卷442》，出自脱脱《宋史》
 在维基共享资源阅览影像